# Sowia Góra (Przyborów)
Sowia Góra – osada leśna wsi Przyborów położona w województwie świętokrzyskim w powiecie ostrowieckim w gminie Bodzechów.
W latach 1975–1998 miejscowość administracyjnie należała do województwa kieleckiego.